# Kovács Judit (úszó)
Kovács Judit (Pécs, 1969. április 14. – 2015. november 2.) magyar válogatott, többszörös magyar bajnok úszónő, a PSI, majd a PMSC úszója.

## Élete és pályafutása
Utánpótlás korosztályokban több mint 30-szoros magyar bajnok. Országos csúcsot tartott gyermek, serdülő és ifjúsági korosztályban 200 méter mellúszásban.
1983-ban gyermek korosztályos csúccsal nyerte az első felnőtt magyar bajnoki címét. Baranya megye első egyéni női felnőtt magyar bajnoka.[forrás?]
Az 1983. évi auschwitzi IBV-n 2. helyezett, az 1984. évi ifjúsági Európa-bajnokságon 9., majd az 1985-ben ugyanitt 7. szintén 200 m mellúszásban.
Az 1984. évi nyári olimpiai játékokra készülő csapat tagja volt. Magyarország végül is nem vett részt az eseményen. Helyette a Moszkvában megrendezett 1984-es Barátság Versenyen szerepelt a csapat, ahol 4. helyezett volt a válogatott tagjaként a 4 × 100 méter vegyes váltóban, egyéniben 8. 200 méter mellúszásban.
1983 és 1991 között minden évben érmet szerzett a magyar bajnokságon. 1986-87. évben országos csúcstartó volt 200 méter mellúszásban. Legjobb pozíciója a világranglistán 1987. május 26-án volt 19. helyezettként 200 méter mellúszásban. 1986-ban a "Baranya Legjobb Női Sportolója" díjat kapta meg. Betegség miatt fejezte be pályafutását 1991-ben.
2006-ig edzősködött előbb az úszóknál, majd a pécsi triatlonosok úszóedzője lett.
1990-ben férjhez ment a szintén úszó Oberritter Zsolthoz (orvos, gyermeksebész), akitől két fia született: Áron 1994-ben és Szilárd 1999-ben.

## Rekordjai

### 200 m mell
- 2:37,86 (1986. december 20., Budapest) – országos csúcs
- 2:36,65 (1987. április 1., Budapest) – országos csúcs
- 2:36,52 (1987. július 17., Budapest) – országos csúcs